# Стефані Сеймур
Сте́фані Міше́ль Се́ймур (англ. Stephanie Michelle Seymour; нар. 23 липня 1968, Сан-Дієго, Каліфорнія, США) — американська супермодель та акторка.

## Кар'єра
Народилася 23 липня 1968 року в Сан-Дієго, Каліфорнія.
Почала модельну кар'єру, працюючи на місцевих показах з 14 років.
Через рік перемогла на конкурсі «Elite Model Management» — «Elite Model Look».
У 1991 і 1994 роках позувала для журналу «Playboy».
З'явилася на обкладинках понад 300 журналів. Представляла такі бренди, як «Calvin Klein», «Chanel», «Diet Pepsi», «Guess», «Iceberg», «L'Oréal», «Louis Vuitton», «Madeleine», «Marc Jacobs», «Missoni», «Pop Sisley», «Swatch», «Radisson Hotels», «Rolfs», «Salvatore Ferragamo», «Versace», «Yves Saint Laurent». Була однією з «ангелів» Victoria's Secret у 1998, 1999 і 2000 роках.

## Особисте життя
У 1989 році одружилася з рок-гітаристом Томмі Ендрюсом (англ. Tommy Andrews). Розлучилася в 1990 році. У 1991 році народила сина Ділана Томаса.
У 1991 році почала стосунки з Екселем Роузом, солістом гурту Guns N' Roses. Знялася у двох відео гурту: "Don't Cry" та "November Rain". Розійшлися у серпні 1993 року.
У 1995 році одружилася з видавцем і колекціонером сучасного мистецтва Пітером Брантом. Від другого шлюбу має трьох дітей: Пітер (нар. в 1993), Геррі (1997), Лілі Маргарет (2004).

## Фільмографія
| Рік  |    | Українська назва                 | Оригінальна назва            | Роль               |
| ---- | -- | -------------------------------- | ---------------------------- | ------------------ |
| 1994 | ф  | На сонячній стороні              | Sunny Side Up                | сама себе          |
| 1994 | вг | Hell: A Cyberpunk Thriller       | Hell: A Cyberpunk Thriller   | Синна Стоун        |
| 2000 | ф  | Поллок                           | Pollock                      | Гелен Франкенталер |
| 2002 | с  | Закон і порядок: Злочинні наміри | Law & Order: Criminal Intent | Сара Ліндстром     |